# 134P/Kowal-Vávrová
134P/Kowal-Vávrová è una cometa periodica appartenente alla famiglia delle comete gioviane.
L'orbita della cometa ha una MOID col pianeta Saturno relativamente piccola, il 16 dicembre 2118 i due corpi celesti passeranno a una distanza di 0,635 U.A..

## Scoperta
La cometa è stata scoperta l'8 maggio 1983 dall'astronomo statunitense Charles Thomas Kowal, una settimana dopo l'annuncio della scoperta viene annunciato che lo stesso oggetto era stato scoperto il 14 maggio 1983 come asteroide dall'astronoma ceca Zdeňka Vávrová, dopo quasi un mese, riguardando immagini prese il 31 maggio 1983 si scopre che in effetti l'asteroide mostrava già evidenze di essere una cometa ma di questo fatto non ci si era accorti all'epoca in cui erano state riprese le immagini, dopo altre due settimane era chiaro che si trattava di una cometa periodica a breve periodo appartenente alla famiglia delle comete gioviane.